# 263251 Pandabear
263251 Pandabear è un asteroide della fascia principale. Scoperto nel 2008, presenta un'orbita caratterizzata da un semiasse maggiore pari a 2,2621809 UA e da un'eccentricità di 0,1359191, inclinata di 6,66523° rispetto all'eclittica.
L'asteroide è dedicato al panda gigante tramite il nome attribuitogli nella lingua inglese.